# Briàcies
Les briàcies (Bryaceae) són una família de molses de l'ordre Bryales, subordre Bryineae. Actualment compta amb 43 gèneres i 2.108 espècies acceptades.
Alguns gèneres destacats (en negreta es remarquen els gèneres autòctons als Països Catalans):
- Acidodontium
- Anomobryum
- Brachymenium
- Bryum
- Epipterygium
- Leptobryum
- Leptostomopsis
- Mielichhoferia
- Mniobryoides
- Osculatia
- Perssonia
- Plagiobryum
- Pohlia
- Ptychostomum
- Rhodobryum
- Roellia
- Rosulabryum